# Massimo Martella
Massimo Martella (1961) è un regista e sceneggiatore italiano.

## Biografia
Dopo il diploma in regia al Centro Sperimentale di Cinematografia di Roma, Massimo Martella ha iniziato la sua carriera come regista realizzando alcuni cortometraggi per poi esordire con Il tuffo, il suo primo lungometraggio con cui ha ottenuto una candidatura ai Nastri d'Argento nel 1995.
Come sceneggiatore è noto soprattutto per le sue collaborazioni in celebri serie TV quali La squadra, Distretto di Polizia e R.I.S. - Delitti imperfetti.

## Filmografia

### Regia e Sceneggiatura
- Il tuffo (1993)
- La prima volta (1999)
- L'ultima lezione (2000)
- Mio Duce ti scrivo (2015)
- Nel nome di Antea (2018)

### Regia
- Il tocco di Piero (2023)

### Sceneggiatura
- La squadra - serie TV (143 episodi) (2000-2005)
- Il mio amico Babbo Natale - Film TV, regia di Franco Amurri (2005)
- Distretto di Polizia - serie TV (52 episodi) (2006-2007)
- R.I.S. - Delitti imperfetti - serie TV (115 episodi) (2007-2012)
- Squadra antimafia - Palermo oggi - serie TV (1 episodio) (2014)

## Riconoscimenti
- Annecy cinéma italien
  - 1993 – Premio speciale della giuria per Il tuffo
  - 1993 – Candidato al miglior film per Il tuffo

- Nastro d'argento
  - 1995 – Candidato al Migliore regista esordiente italiano per Il tuffo